# 統一民主黨
統一民主黨（韩语：／ Tongilminjudang）是韓國1987年至1990年的一個政黨，於1987年4月由金大中和金泳三成立，分裂自新韓民主黨。同年晚些時候，金大中及其追隨者組織了和平民主黨，該黨面臨另一次分裂。該黨後來於1990年1月與保守的民主正義黨和新民主共和黨合併，反對合併的黨員組成了小民主党。 該黨在該國東南部地區獲得了強有力的支持，包括慶尚南道和釜山市。

## 歷史
該黨成立於1987年4月21日，由金泳三和金大中從新韓民主黨中分裂出來。儘管該黨在1985年的立法選舉中取得了巨大的勝利，但黨內的內部衝突不斷加劇，特別是在反對獨裁統治的激烈鬥爭和要求直接民主選舉總統方面。金泳三和金大中對全斗煥政權採取強硬態度，而前黨領袖李敏宇採取了更為溫和的語氣。
1986年12月24日，隨著“李敏宇計劃”（이민우 구상）的曝光，這一問題浮出水面。李敏宇公開表示願意接受議會制修憲。該計劃被金泳三和金大中批評為向獨裁統治投降，並因李敏宇事先未與他們討論該計劃而感覺受到羞辱，不尊重兩人在黨內的地位。在種種矛盾下，兩人最終決定退出新韓黨，並組建統一民主黨。
繼1987年六月民主運動和六二九宣言公佈之後，盧泰愚承諾在當年12月即將舉行的總統選舉中直接民主選舉總統，人們認為金大中成為總統的可能性增加。
宣言還承諾特赦金大中，自 1971年以來，他一直被軟禁，並以捏造的“煽動叛亂”罪名被禁止從事任何政治活動。金泳三因此成為主要在野黨領袖。但兩名政客究竟誰作為1987年總統選舉在野黨總統候選人一事，二人出現分歧。10月29日，距離大選不到2個月，金大中及其追隨者從統一民主黨中分裂出來，創建了和平民主黨。金大中和金泳三的參選導致在野黨候選人的選票分裂，導致獨裁者全斗煥的門生盧泰愚以36.6%的得票率當選。